# Одинична гіпербола

Одиничну гіперболу позначено синім, її спряжену зеленим, асимптоти червоним.

В геометрії одинична гіпербола — це набір точок {\displaystyle (x,y)} декартової площини, які задовольняють рівняння {\displaystyle x^{2}-y^{2}=1.} У теорії невизначених ортогональних груп одинична гіпербола є основою для альтернативної радіальної довжини (довжина вектора від початку координат до точки{\displaystyle (x,y)})
{\displaystyle r={\sqrt {x^{2}-y^{2}}}.}
Одиничне коло {\displaystyle x^{2}+y^{2}=1} повністю оточує свій центр, тоді як одиничну гіперболу {\displaystyle x^{2}-y^{2}=1} для цього необхідно доповнити її спряженою {\displaystyle y^{2}-x^{2}=1}. Ця пара гіпербол має спільні асимптоти {\displaystyle y=x} і {\displaystyle y=-x}. Коли мова йде про спряжену одиничну гіперболу, альтернативна радіальна довжина визначається як {\displaystyle r={\sqrt {y^{2}-x^{2}}}.}
Одинична гіпербола є частковим випадком прямокутної гіперболи з конкретними орієнтацією, розташуванням і масштабом. Отже, її ексцентриситет може бути однозначно обчислений і дорівнює {\displaystyle {\sqrt {2}}.} 
Одинична гіпербола знаходить застосування в задачах аналітичної геометрії, де коло доводиться замінити гіперболою. Яскравим прикладом є зображення простору-часу як псевдоевклідового простору, де асимптоти одиничної гіперболи утворюють світловий конус. Крім того, результатом вивчення Ґреґуаром де Сен-Венсаном площ гіперболічних секторів стали функція логаритмування та сучасна параметризація гіперболи площами секторів.
Коли розуміються поняття спряжених гіпербол і гіперболічних кутів, класичні комплексні числа, побудовані на понятті одиничного кола, можна замінити числами, побудованими на понятті одиничної гіперболи.

## Асимптоти
Зазвичай асимптоти визначаються як лінії, що збігаються до кривої. В алгебраїчній геометрії і теорії алгебраїчних кривих існує інший підхід. Крива спочатку розглядається як крива деякої проєктивної площини в однорідних координатах. Тоді асимптоти – це лінії, котрі є дотичними до проєктивної кривої в нескінченній точці, таким чином зникає потреба в концепції відстані та збіжності. У стандартних однорідних координатах {\displaystyle (x:y:z)} пряма на нескінченності задається рівнянням z = 0. Наприклад, К. Г. Гібсон писав: 
Для стандартної прямокутної гіперболи {\displaystyle f=x^{2}-y^{2}-1} у ℝ2, відповідна проєктивна крива це {\displaystyle F=x^{2}-y^{2}-z^{2},} що проходить через {\displaystyle z=0}  у точках {\displaystyle P=(1:1:0)} і {\displaystyle Q=(1:-1:0)}. І {\displaystyle P}, і {\displaystyle Q} прості на {\displaystyle F} з дотичними {\displaystyle x+y=0}, {\displaystyle x-y=0}; таким чином ми отримуємо вже знайоме поняття асимптот.

## Діаграма Мінковського
Діаграму Мінковського малюють у просторово-часовій площині, де простір обмежують лише одним виміром (у координатах {\displaystyle t} та {\displaystyle x}). Як одиниці відстані і часу на такій площині використовують
- одиниці довжини по 30 сантиметрів і наносекунди
- астрономічні одиниці та інтервали 8 хвилин 20 секунд
- світлові роки й роки

У кожному із зазначених масштабів координат рух фотонів утворює світові лінії, що йдуть під кутом {\displaystyle 45^{\circ }} до кожної осі (кутовий коефіцієнт {\displaystyle \pm 1}). Герман Мінковський використовував для опису перетворень Лоренца п'ять елементів: одинична гіпербола, її спряжена гіпербола, її осі, діаметр та спряжений діаметр. Осі гіперболи є осями координат статичної системи відліку. Діаметр одиничної гіперболи відповідає системі відліку, що рухається зі стрімкістю {\displaystyle w}, де {\displaystyle \tanh w=y/x}, а {\displaystyle (x,y)} — кінцева точка діаметра, що лежить на одиничній гіперболі. Спряжений діаметр є просторовою гіперплощиною одночасності (на якій лежать одночасні події) у системі відліку, що відповідає стрімкості a. Ця одинична гіпербола є калібрувальною гіперболою  . Зазвичай у теорії відносності гіпербола з вертикальною віссю вважається основною:
Вісь часу йде від низу до верху графіка — формальність, прийнята Річардом Фейнманом у його знаменитих діаграмах. Просторові осі йдуть перпендикулярно до осі часу. Подія, що відповідає "тут і зараз", лежить у початку координат. 
Домовленість малювати вісь часу вертикально закріпилася через Мінковського в 1908 році, а також була використана в ілюстрації на 48 сторінці книги Еддінгтона «Природа фізичного світу» (1928).

## Параметризація

Гілки одиничної гіперболи утворюються точками і залежно від параметра гіперболічного кута.

Почнімо з параметризації повернутої одиничної гіперболи {\displaystyle xy=1} за допомогою експоненціальної функції: {\displaystyle (e^{t},\ e^{-t}).}
Ця гіпербола може бути приведена до традиційної одиничної гіперболи {\displaystyle x^{2}-y^{2}=1} за допомогою лінійного відображення (повороту), що має матрицю {\displaystyle A={\tfrac {1}{2}}{\begin{pmatrix}1&1\\1&-1\end{pmatrix}}\ :}
{\displaystyle (e^{t},\ e^{-t})\ A=({\frac {e^{t}+e^{-t}}{2}},\ {\frac {e^{t}-e^{-t}}{2}})=(\cosh t,\ \sinh t).}
Параметр {\displaystyle t} називається гіперболічним кутом і є аргументом гіперболічних функцій.
Можна знайти ранню згадку параметризації одиничної гіперболи в "Елементи Динаміки" (1878) Вільяма Кліфорда. Він описує квазігармонійний рух по гіперболі наступним чином:
Рух {\displaystyle \rho =\alpha \cosh(nt+\epsilon )+\beta \sinh(nt+\epsilon )} має деякі цікаві аналогії з еліптичним гармонійним рухом. ... Прискорення {\displaystyle {\ddot {\rho }}=n^{2}\rho \ }, отже, воно завжди пропорційне відстані від центру, як і в еліптичному гармонійному русі, але спрямоване від центру. 
Як частковий випадок конічного перерізу, гіпербола може бути параметризована шляхом додавання точок на ній.
Зафіксуймо точку Е на гіперболі. Точки, в яких пряма, проведена через E паралельно AB, перетинає гіперболу вдруге, називатимемо сумою точок A і B .
Для гіперболи {\displaystyle x^{2}-y^{2}=1} з фіксованою точкою {\displaystyle E=(1,0)} сума точок {\displaystyle (x_{1},\ y_{1})} і {\displaystyle (x_{2},\ y_{2})} це точка {\displaystyle (x_{1}x_{2}+y_{1}y_{2},\ y_{1}x_{2}+y_{2}x_{1})}. У параметризації {\displaystyle x=\cosh \ t} і {\displaystyle y=\sinh \ t} це додавання відповідає додаванню параметра t.

## Алгебра на комплексній площині
Тоді як одиничне коло має велике значення на комплексній площині, одинична гіпербола є ключовим поняттям для площини подвійних чисел, що мають вигляд {\displaystyle z=x+yj}, де {\displaystyle j^{2}=+1}. Легко показати, що {\displaystyle jz=y+xj}. Отже, дія {\displaystyle j} на площину полягає в тому, щоб поміняти місцями координати. Зокрема, ця дія міняє місцями одиничну гіперболу та її спряжену, а також пари спряжених діаметрів гіпербол.
Усі точки гіперболи можна виразити через параметр гіперболічного кута {\displaystyle \alpha } як
{\displaystyle \pm (\cosh \alpha +j\sinh \beta )}, де j = (0,1).
Права гілка одиничної гіперболи відповідає додатному коефіцієнту. Фактично ця гілка є образом експоненціального відображення, що діє на вісь j. Оскільки
{\displaystyle \exp(\alpha j)\exp(\beta j)=\exp((\alpha +\beta )j)},
ця гілка є групою відносно множення. На відміну від групи, що утворює коло, група, що утворює одиничну гіперболу, не є компактною. Подібно до звичайної комплексної площини, точка не на діагоналях має полярний розклад за допомогою параметра гіперболічного кута {\displaystyle \alpha } та альтернативної радіальної довжини {\displaystyle r}
{\displaystyle x+yj=r(\cosh \alpha +j\sinh \alpha )=r\cdot \exp(\alpha j)}
Наведені варіанти запису називають алгебраїчний, тригонометричний та експоненціальний відповідно.